# Daniel Marot

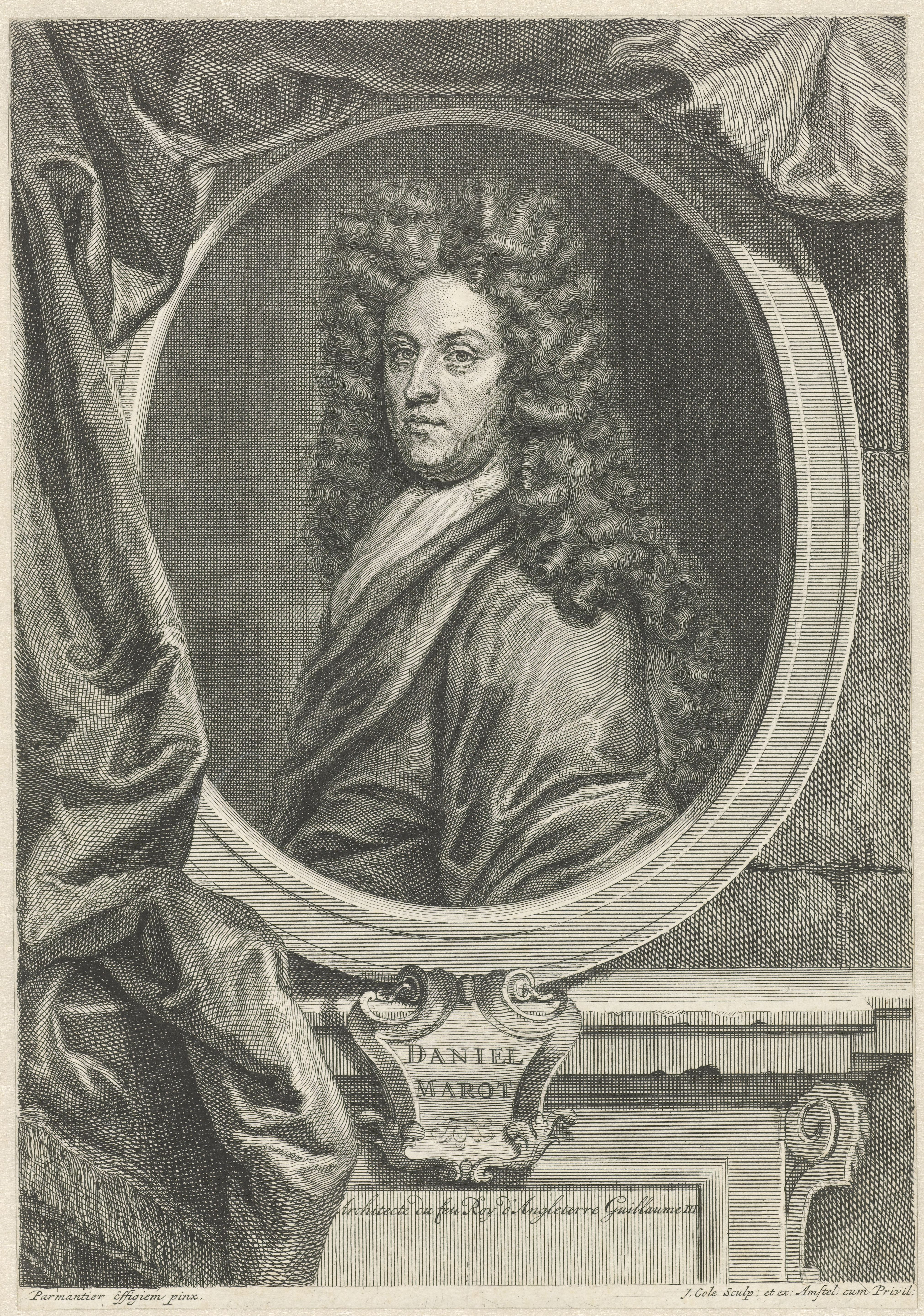
Daniel Marot

Daniel Marot (* 1661 in Paris; † 4. Juni 1752 in Den Haag) war ein französischer Protestant, Architekt und Kupferstecher des klassizistischen Spätbarock im Stile Ludwigs XIV. Er war der Sohn von Jean Marot (1620–1679), der ebenfalls Architekt und Kupferstecher gewesen war und in seinen Stichen die Bauten Ludwigs XIV. abbildete. 

## Leben
Geboren wurde er in Paris in einer Familie von Hugenotten, die Frankreich im Jahre 1685, dem Jahre des Edikts von Fontainebleau und der Aufhebung des Edikts von Nantes verließ, um sich in den Niederlanden niederzulassen. Er wurde Schüler von Jean Le Pautre und arbeitete schon in jungen Jahren selbständig als Kupferstecher.
In den Niederlanden fand Marot Beschäftigung beim niederländischen Statthalter und späteren englischen König Wilhelm III. Er entwarf die große Audienzhalle für die Generalstaaten in Den Haag und dekorierte außerdem zahlreiche holländische Landhäuser. 
Im Jahre 1694 reiste er mit König Wilhelm nach London, wo er zu einem seiner Architekten ernannt wurde. In England scheinen sich seine Aktivitäten auf den Hampton Court Palace konzentriert zu haben. Viele der Möbel, vor allem die Spiegel und Prunkbetten in den neuen Prunkräumen tragen die Spuren seiner Hand. Er entwarf praktisch jedes Detail der Ausschmückung des Hauses – geschnitzte Kaminsimse, Stuckdecken, Wandverkleidungen, Armleuchter und selbst Beistelltische, Gold- und Silbergeschirr und Behältnisse für Porzellan. 
Nach dem Tod des Königs 1702 kehrte er nach Holland zurück, wo er für den Rest seines Lebens blieb.

## Werk
Marot wirkte bei Bauwerken wie dem Palast Het Loo bei Apeldoorn, Schloss Oranienstein oder dem Palais Schuylenburch sowie der Erweiterung des Alten Rathauses in Den Haag mit.

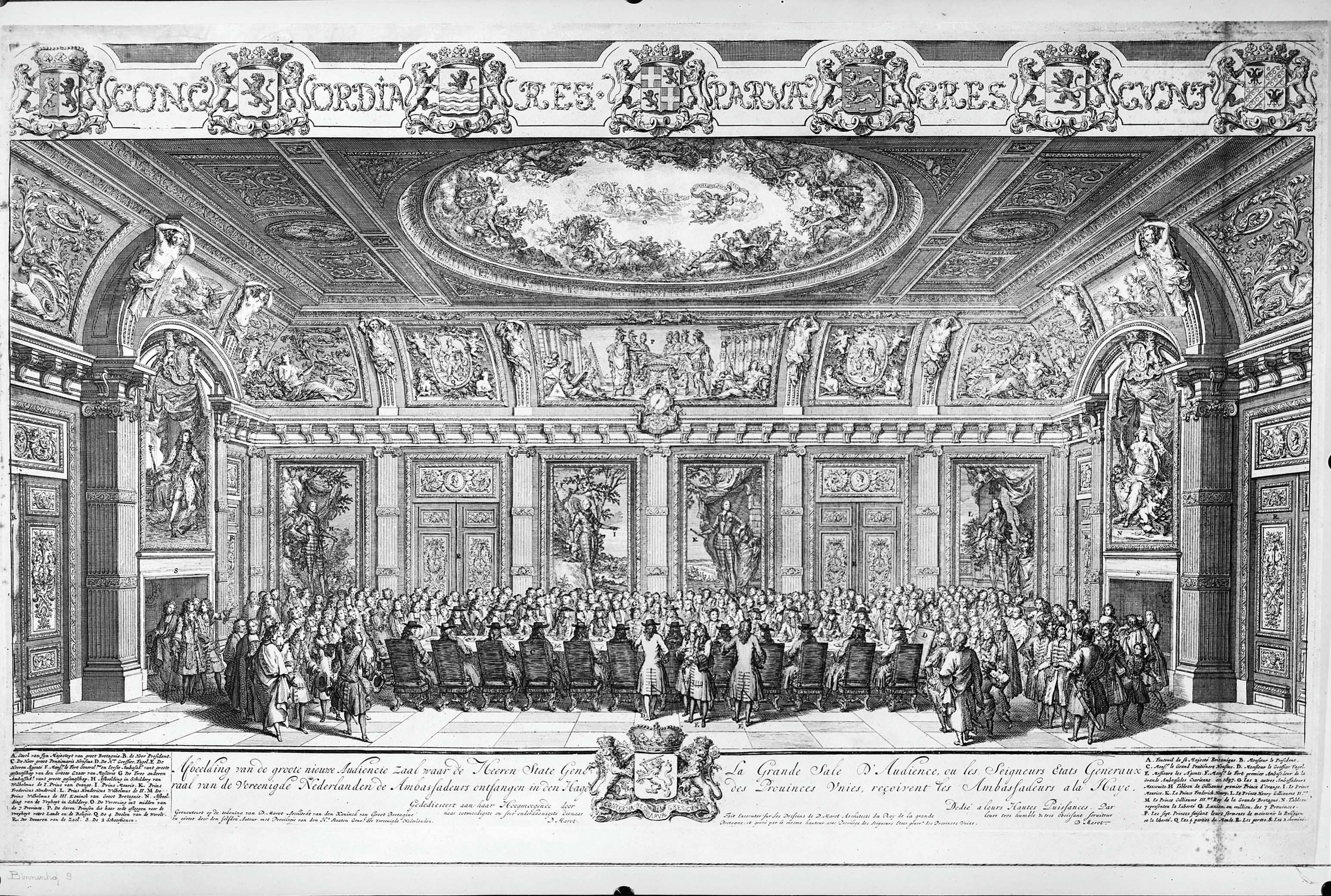
Binnenhof, Den Haag Kupferstich von Marot
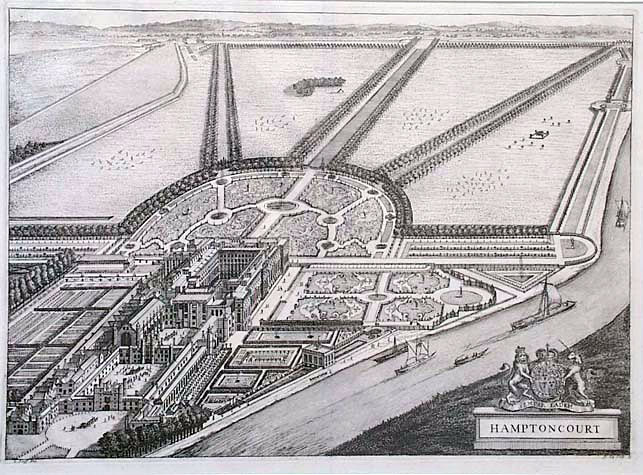
Hampton Court (1708) mit Gartenparterre von Marot
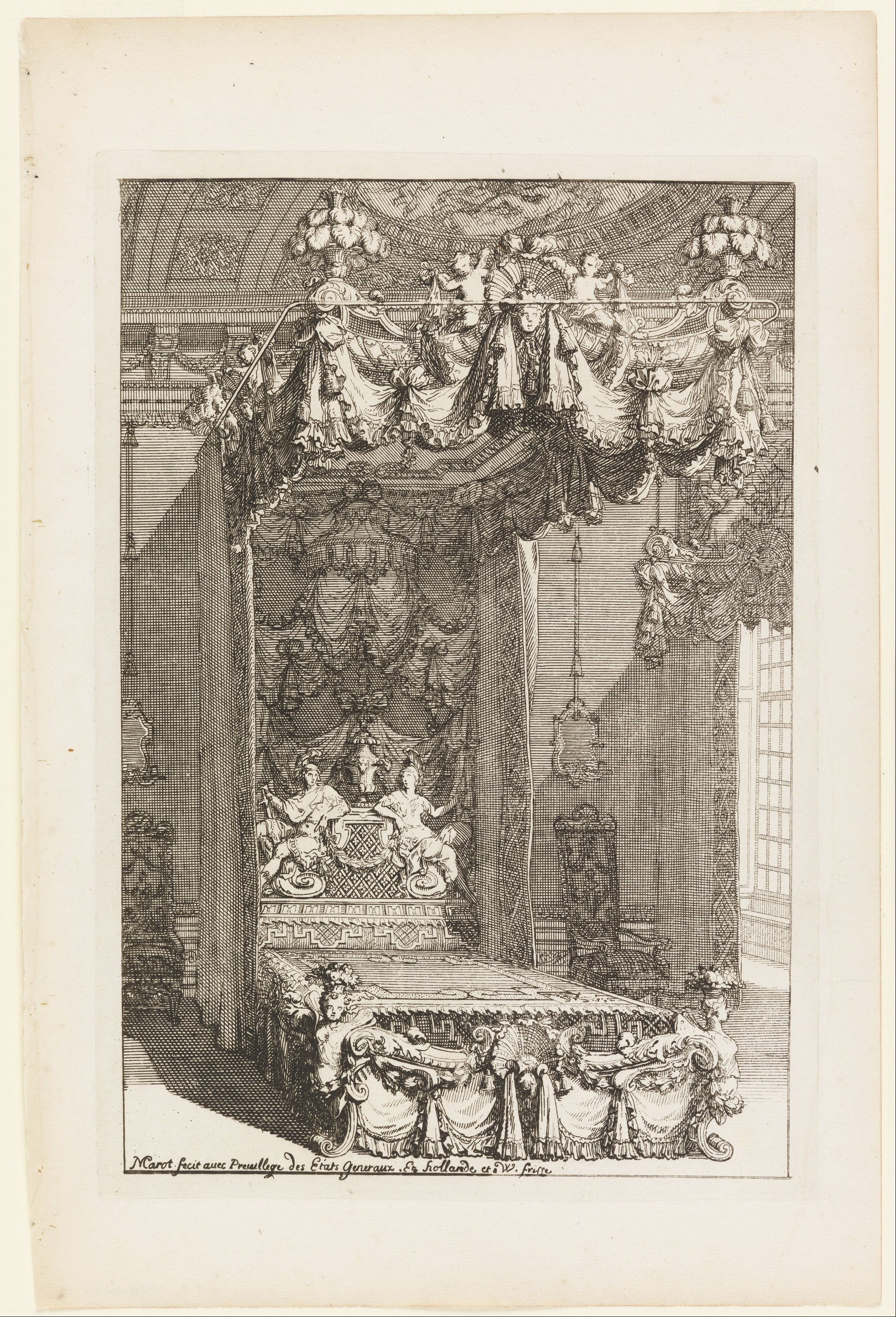
Prunkbett von Daniel Marot
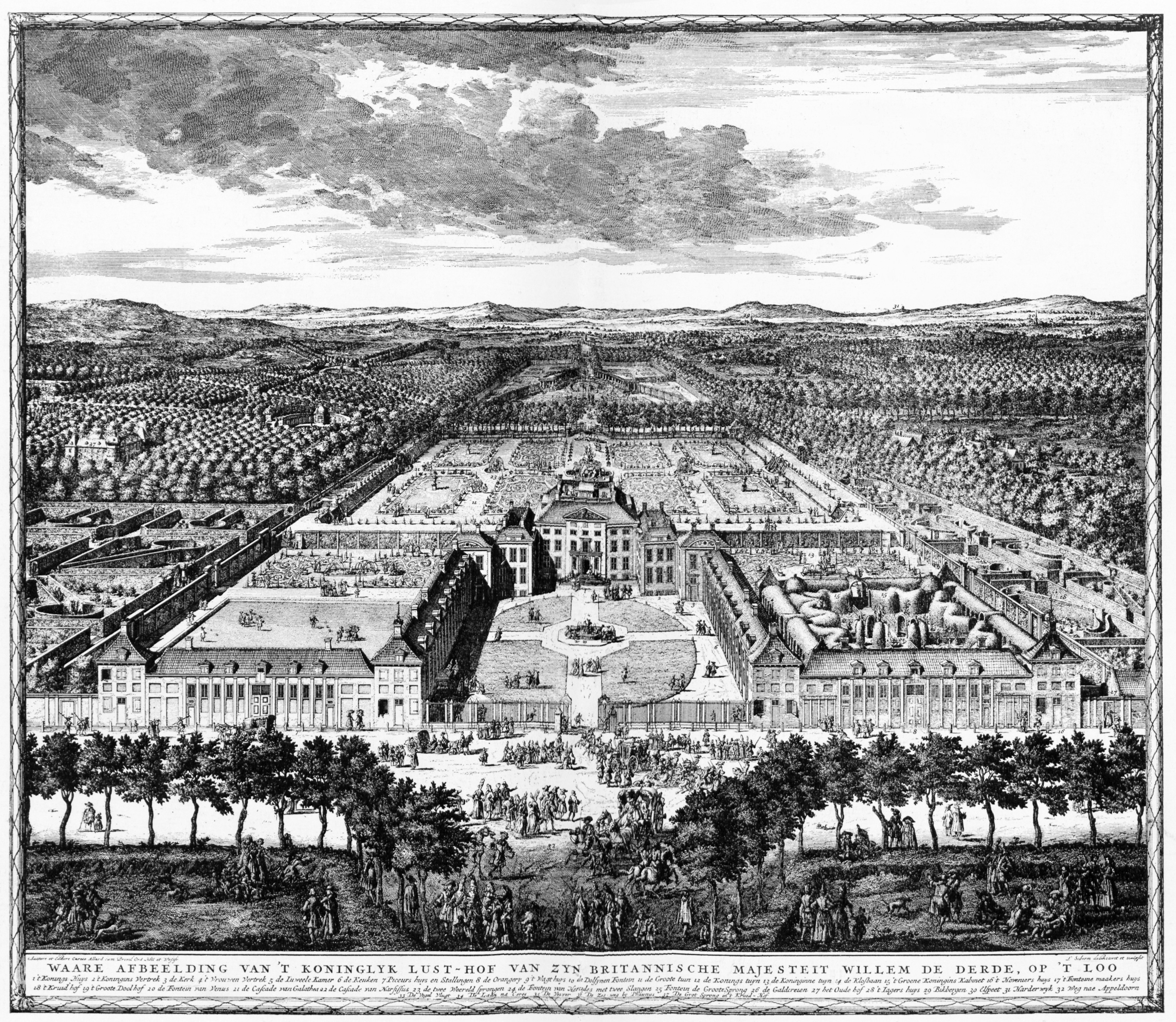
Het Loo zur Zeit Wilhelms III.
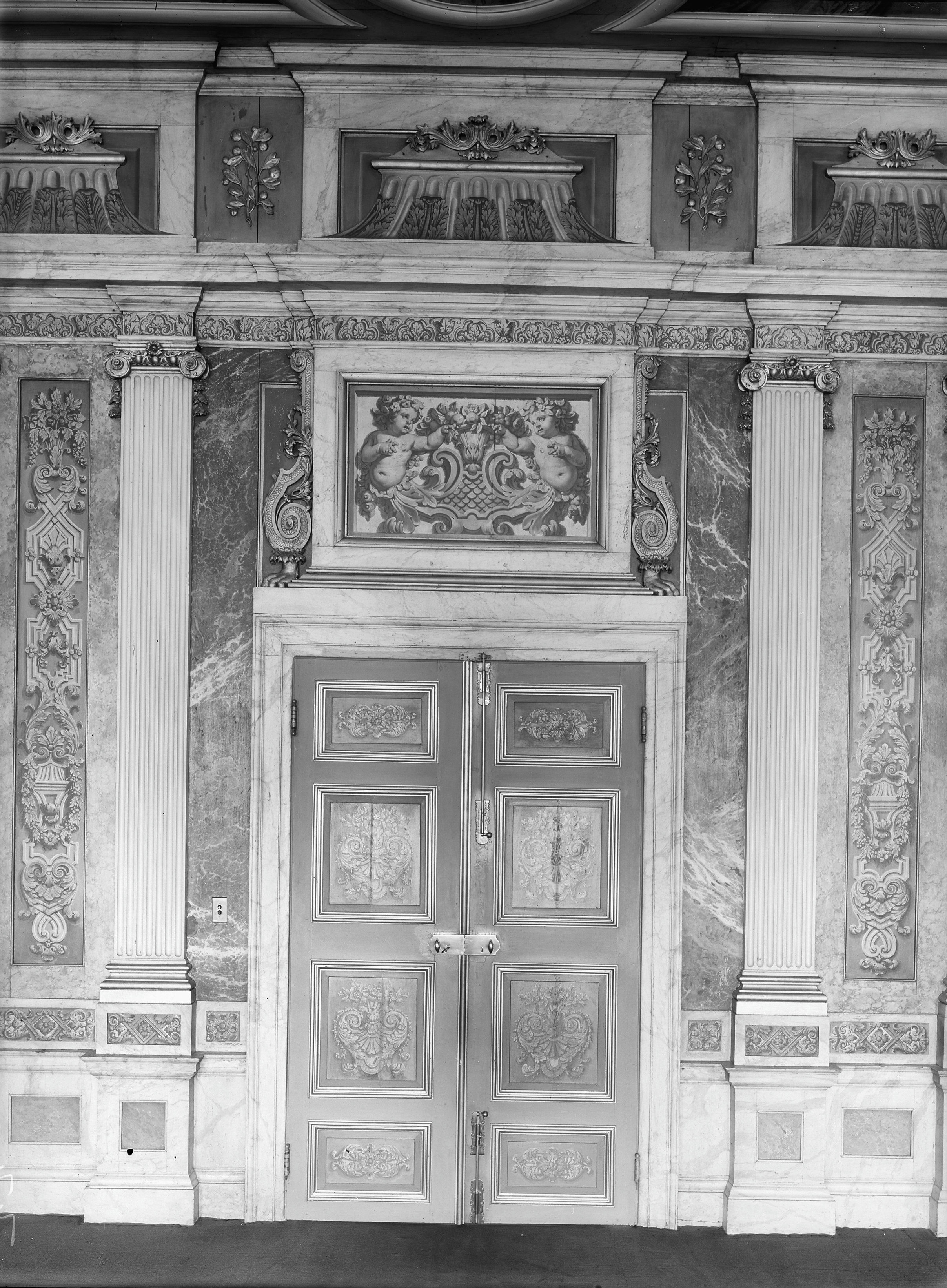
Tür zum Audienzsaal von Het Loo
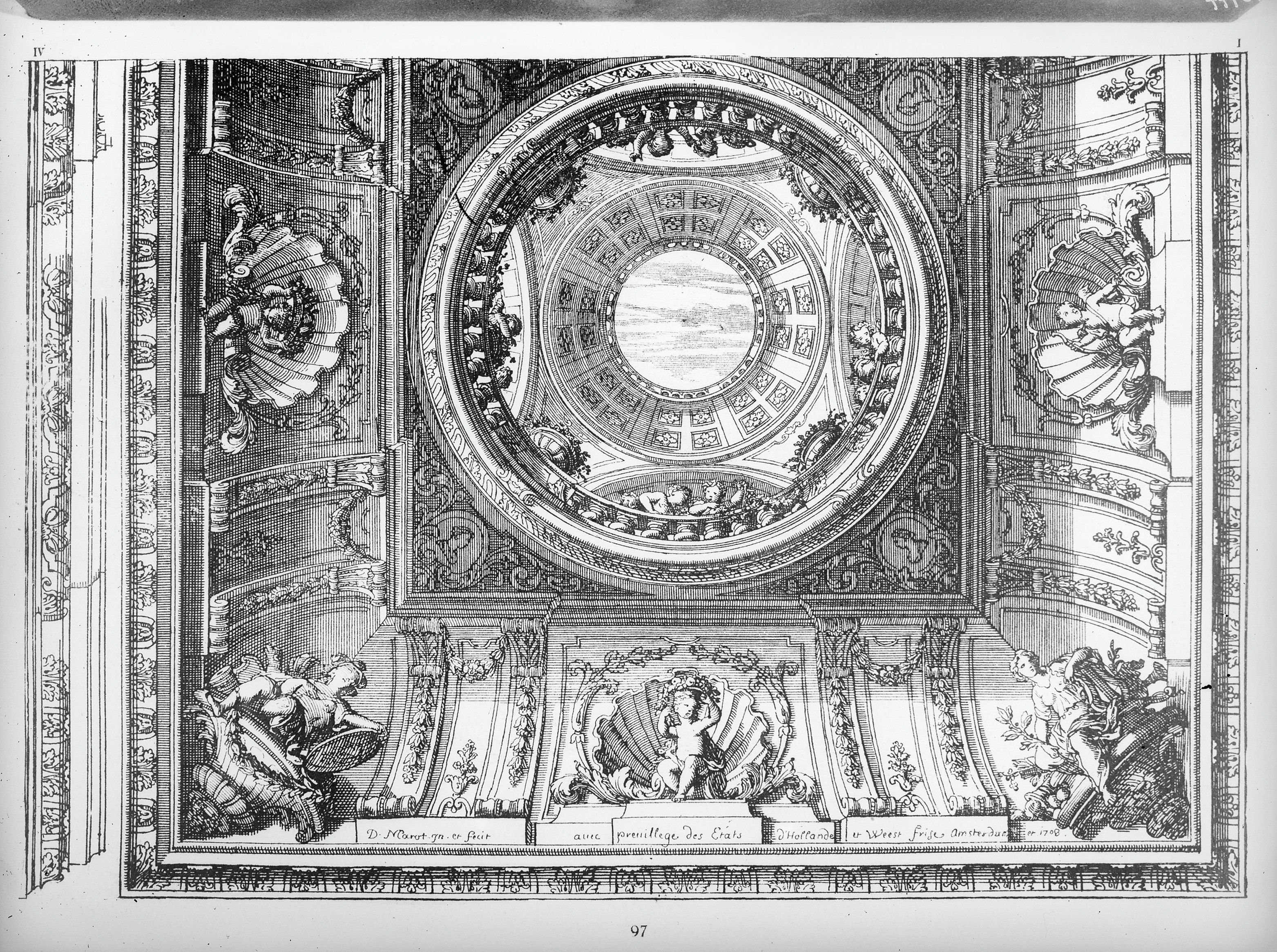
Entwurf von Marot für Schloss Oranienstein
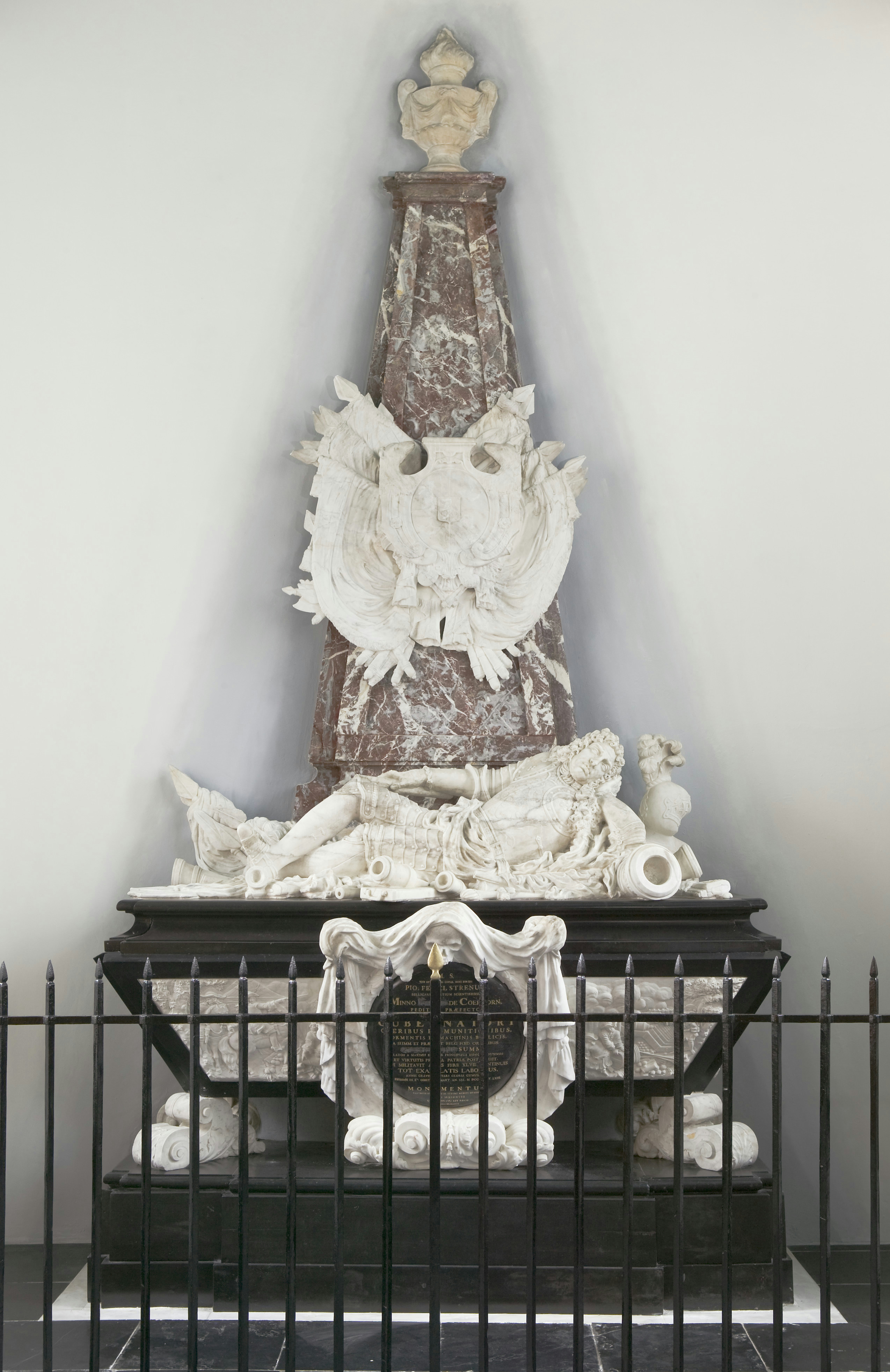
Grabmonument für Menno van Coehoorn († 1704)
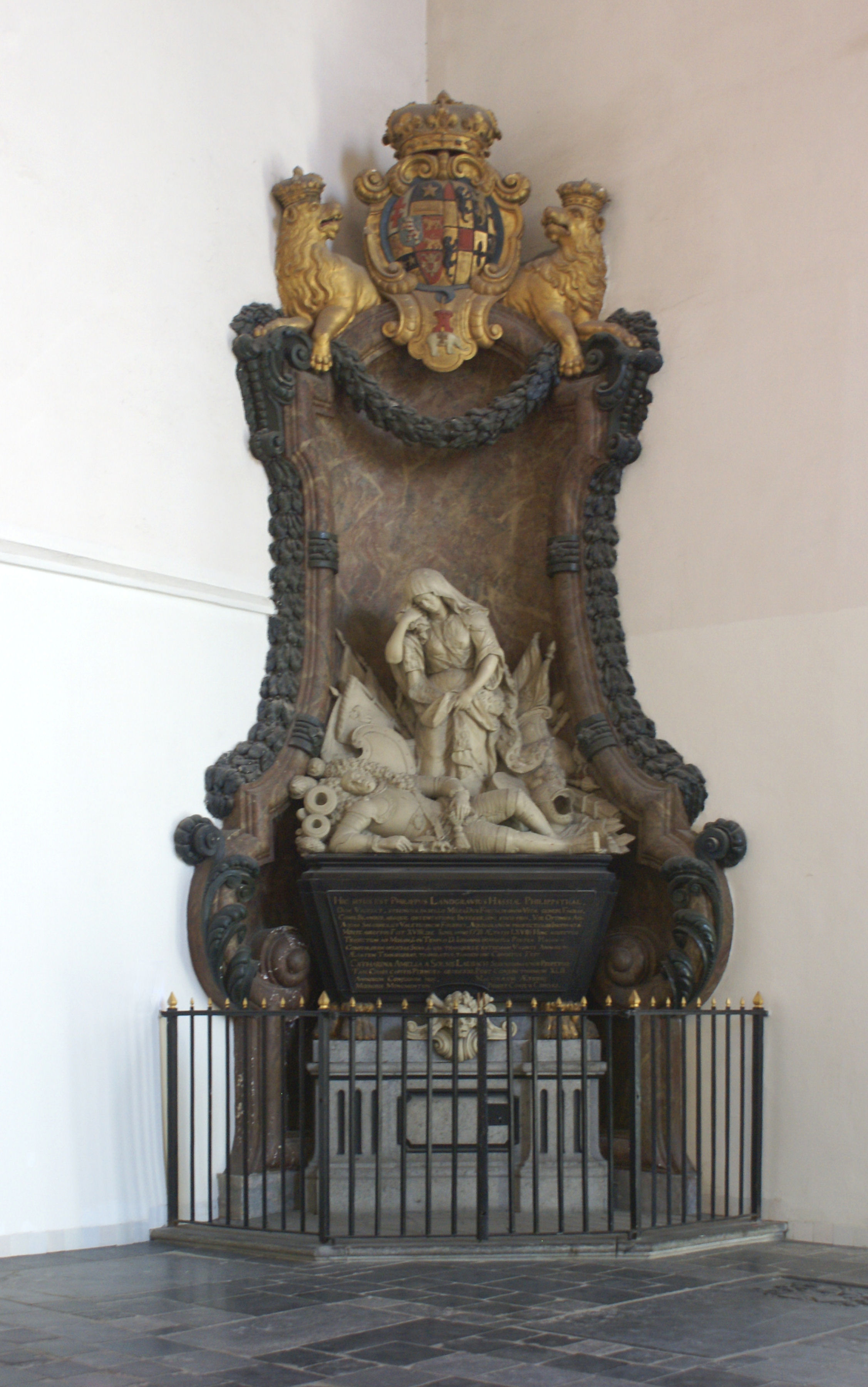
Grabmonument für Philipp von Hessen-Philippsthal († 1721)